# Tryphon eupitheciae
Tryphon eupitheciae är en stekelart som beskrevs av Heinrich Boie 1855. Tryphon eupitheciae ingår i släktet Tryphon och familjen brokparasitsteklar. Inga underarter finns listade i Catalogue of Life.